# Ligne de Mendoza
Pour les articles homonymes, voir Mendoza.

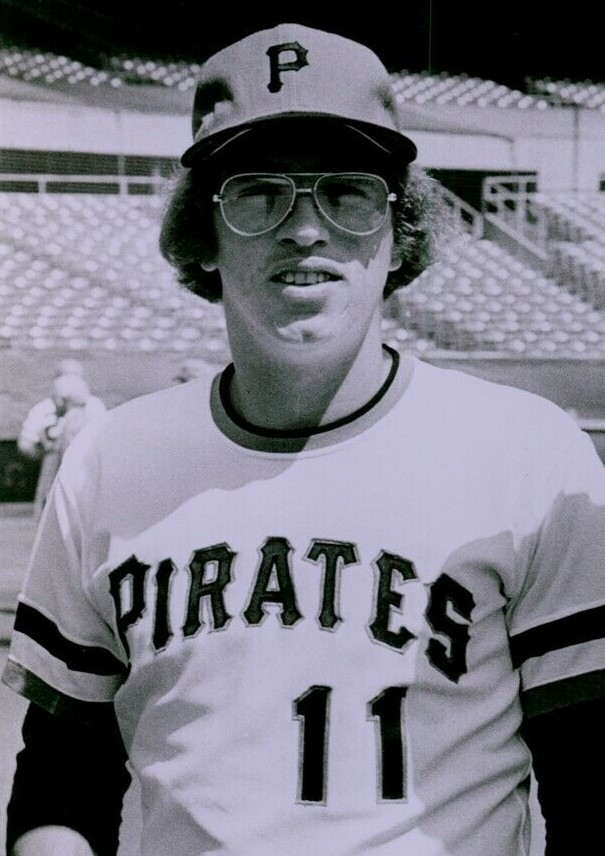
Mario Mendoza, joueur éponyme de la ligne.

La ligne de Mendoza est un terme utilisé dans le jargon du baseball en Amérique du Nord. Il indique un certain seuil de médiocrité pour un frappeur et fait référence à un ancien joueur des Ligues majeures de baseball des années 1970 et 1980, Mario Mendoza.

## Origine
Le joueur d'arrêt-court mexicain Mario Mendoza a évolué dans les Ligues majeures de 1974 à 1982. Joueur défensif efficace, il fut toujours un piètre frappeur et acheva sa carrière avec une moyenne au bâton de seulement ,215,. Tout au long de ses neuf saisons, cette moyenne tomba souvent dans les ,170 ou ,180. Par conséquent, la ligne de Mendoza renvoie à une moyenne au bâton d'environ ,200. Un joueur frappant pour moins de ,200 sera, selon cette expression, « sous la ligne de Mendoza ».
L'origine du terme est incertaine. Il est souvent attribué à l'ancienne vedette des Royals de Kansas City, George Brett. Bruce Bochy et Tom Paciorek ont eux aussi été mentionnés comme « inventeurs » de l'expression,.
Selon une autre version, moins fréquente, l'expression ferait référence à un autre joueur qui a joué quelques matchs dans les majeures en 1970, Minnie Mendoza,.